# Брукс, Альберт
Альберт Брукс (англ. Albert Brooks, при рождении — Альберт Лоуренс Эйнштейн, англ. Albert Lawrence Einstein; род. 22 июля 1947, Беверли-Хиллз, Калифорния, США) — американский актёр, комик, кинорежиссёр и сценарист.
Альберт Брукс начинал свою карьеру на радио, будучи приглашённым туда своим отцом, радиоведущим Гарри Парком. В 1976 году Брукс впервые сыграл в кино, исполнив роль романтика Тома в драматическом триллере Мартина Скорсезе «Таксист». В 1987 году актёр номинировался на премию «Оскар» за перевоплощение в репортёра Аарона Альтмана в комедии Джеймса Брукса «Телевизионные новости». Новая волна популярности пришла к актёру в 2011 году, с выходом на широкие экраны криминального триллера Николаса Виндинга Рефна «Драйв»: актёр был удостоен восторженных отзывов от кинокритиков, всевозможных кинопремий и номинации на «Золотой глобус». Бруксу прочили и вторую номинацию на главную кинопремию мира — «Оскар», но в шорт-лист актёр так и не попал.
Наиболее примечательные фильмы и мультфильмы с участием Альберта Брукса — «Таксист» (1976), «Телевизионные новости» (1987), «В поисках Немо» (2003) и «Драйв» (2011). Кроме этого, Брукс озвучивал множество персонажей популярного мультсериала «Симпсоны».

## Биография

### Юность
Родился 22 июля 1947 года в Беверли-Хиллз, штат Калифорния, в семье актёров Тельмы Лидс (1911—2006) и Гарри Парка (1904—1958). Дедушка Брукса родом из Австрии, бабушка — из России, сам актёр — еврей. Старший брат — Боб Эйнштейн (1942—2019), также был известным актёром-комиком кино, телевидения и озвучивания, сценаристом и продюсером.
Окончил среднюю школу Беверли-Хиллз, в которой тогда же учились Ричард Дрейфус и Роб Райнер. Обучался в университете Карнеги — Меллон, но бросил его через год после начала учёбы, чтобы сконцентрироваться на карьере комика. Тогда же актёр сменил свою фамилию «Эйнштейн» (во избежание путаницы со знаменитым физиком) на «Брукс» и начал комедийную карьеру с радио, варьете и ток-шоу.

### Начало карьеры
После двух успешных комедийных программ, записанных и выпущенных на виниловых пластинках — «Комедия минус один» (1973) и номинированный на «Грэмми» «Звезда покупает» (1975) — Брукс оставил разговорный жанр и попробовал себя в качестве режиссёра. Его первый фильм, короткометражка «Школа известных комедиантов», впервые была показана на PBS и является одной из первых примеров псевдодокументальных фильмов. В 1975 году Альберт Брукс срежиссировал шесть короткометражных фильмов для первого сезона телепередачи «Субботним вечером в прямом эфире» производства компании NBC, в двух из которых главные роли исполняли именитые комики Джордж Карлин и Ричард Прайор.
Дебют Брукса в большом кинематографе состоялся в 1976 году, с выходом на широкие экраны драматического триллера Мартина Скорсезе «Таксист» с Робертом Де Ниро в главной роли. Фильму сопутствовал большой успех, он был удостоен «Золотой пальмовой ветви» на 29-м Каннском кинофестивале. Персонаж Брукса — Том, сотрудник офиса президентской кампании сенатора Чарльза Палантайна. Роль актёра была довольно незаметной для кинокритиков, большинство отмечало только режиссёрскую работу Мартина Скорсезе и актёрскую игру Роберта Де Ниро. Несмотря на это, журналист сайта Combustible Celluloid Джеффри Андерсон назвал персонажа Брукса «выхолощенным», а Питер Брэдшоу из The Guardian охарактеризовал его как «тормознутого и страдающего от безнадежной любви». Примечательно, что актёр упоминал о том, что в разговоре со сценаристом фильма Полом Шредером, тот признавался, что персонаж Брукса — единственный, кого он никак не мог «понять».
На съёмочной площадке «Таксиста» Скорсезе давал Бруксу возможность импровизировать, что настолько впечатлило актёра, что вскоре после окончания съёмок фильма он переехал в Лос-Анджелес, где срежиссировал первый полнометражный фильм под названием «Настоящая жизнь»; помимо режиссуры, в нём Брукс сыграл и главную роль — себя самого, режиссёра-документалиста Альберта Брукса, который очень хочет получить «Оскар» и Нобелевскую премию. Комедия была положительно встречена кинокритиками, которые отмечали, что этот фильм — «самый смешной в карьере Брукса» (Джим Хоберман, Village Voice, Джанет Маслин, The New York Times). После выхода фильма в мировой прокат, Брукс признавался, что есть идея о создании реалити-шоу по мотивам данной картины, но она так и не воплотилась в жизнь.

### Последующие проекты и номинация на «Оскар»
В течение 1980-х — 1990-х годов Брукс был соавтором, режиссёром и исполнителем ролей в ряде комедий, играя в них различные вариации его неврастеничного персонажа с навязчивыми идеями. В этот список входит и второй полнометражный фильм, режиссёром которого был сам Брукс — романтическая комедия «Современный роман» 1981 года, в котором актёр исполнил роль отчаянного киномонтажёра, пытающегося вернуть бывшую девушку. Фильм вышел в ограниченном прокате в нескольких городах США и заработал в стране менее 3 млн долларов, но был хорошо принят критиками. Фернандо Ф. Крос из журнала Slant похвалил фильм, сравнив режиссёрский стиль Брукса со стилем Луиса Буньюэля, а Джереми Хейлман с сайта MovieMartyr.com сказал, что «все таланты Брукса проявляются в этом фильме: он — автор сценария, режиссёр и исполнитель главной роли». В последующих интервью Брукс признавался, что большим поклонником его фильма был знаменитый режиссёр Стэнли Кубрик. О своем телефонном разговоре с Кубриком Брукс говорил так:

О, это было захватывающе. Он сказал, что это — фильм, который он всегда хотел создать, он пытался сделать картину о ревности. Затем он спросил меня, как же я сделал этот фильм. Я не мог поверить, что парень, который снял «Космическую одиссею 2001 года», спрашивает меня, как я сделал что-то подобное. Это выглядело так странно. Он начал рассказывать мне о кинобизнесе ... И вы знаете, это был величайший звонок, который вы когда-либо могли получить.— Альберт Брукс, 
Несмотря на положительные отзывы за предыдущие фильмы, наиболее оцененным считается следующий фильм Брукса — комедия «Потерянные в Америке» (1985), где Брукс и Джули Хагерти исполняют роль двух яппи, которые бросают все и отправляются путешествовать в доме на колесах. В 2000 году фильм вошёл в список «100 самых смешных американских фильмов за 100 лет», составленный Американским институтом киноискусства, и занял 84-е место.
В фильме «Сумеречная зона» Брукс исполнил роль-камео, в первой сцене фильма он играет водителя, пассажир которого (Дэн Эйкройд) имеет шокирующую тайну.
В 1987 году Альберт Брукс был номинирован на «Оскар» за лучшую мужскую роль второго плана в фильме Джеймса Брукса «Теленовости». В фильме он играет высоконравственного телевизионного репортёра, который задает риторический вопрос: «Wouldn’t this be a great world if insecurity and desperation made us more attractive?»
В фильме «Защита» (1991) Брукс играет главного героя, который в загробной жизни на суде должен оправдать свои прижизненные поступки для определения своей дальнейшей судьбы. Он получил положительные отзывы на фильм «Мать» (1996), где писатель средних лет переезжает к матери (Дебби Рейнольдс) в попытке наладить с ней отношения. Положительные отзывы получила его роль ненадежного банкира и экс-преступника в фильме «вне поля зрения». Срежиссировал, написал сценарий и сыграл главную роль в фильме «Муза» (1999).

### 2000-е годы
Брукс получил положительные отзывы за роль владельца умирающего магазинчика, который поддерживает разочаровавшуюся девушку-подростка Лили Собески, в фильме «Мой первый мужчина» (2001). В качестве гостя Брукс озвучивал «Симпсонов» пять раз с момента выхода сериала (всегда под именем А. Брукс); по версии IGN он — лучшая приглашенная знаменитость в истории шоу, в частности за его роль суперзлодея Хэнка Скорпио в эпизоде You Only Move Twice. Брукс продолжил работу в этой области, озвучив в мультфильме «В поисках Немо» голос одного из главных героев Марлина; на сегодняшний день «В поисках Немо» является самым кассовым фильмом Брукса.
В 2005 году фильм Брукса «В поисках комедии в мусульманском мире» (англ. Looking for Comedy in the Muslim World) был принят весьма противоречиво из-за его названия. Sony Pictures отказались быть дистрибьютором фильма, желая сменить название картины. Позже Warner Independent Pictures приобрела фильм и выпустила его в прокат с купюрами в январе 2006 года; фильм получил неоднозначные отзывы и заработал лишь $888,975 при бюджете в 10 миллионов долларов. В фильме Брукс играет самого себя, кинорежиссёра посланного правительством США в Индию и Пакистан с целью найти «то, что заставляет мусульман смеяться».
В 2007 году он озвучил Раса Каргила, главного злодея в полнометражном анимационном фильме «Симпсоны в кино».
Брукс играл отца Энди Ботвина, Ленни, в сериале «Дурман».
После трёхлетнего перерыва Альберт Брукс вернулся в большое кино, снявшись в криминальном триллере Николаса Виндинга Рефна «Драйв» (2011), где его партнёром по съёмочной площадке был Райан Гослинг. Фильм стал обладателем приза за лучшую режиссёрскую работу на 64-м Каннском кинофестивале. Персонаж Брукса — жестокий гангстер Берни Роуз, работающий в преступном бизнесе уже много лет. Лареми Леджел, репортёр сайта Film, сказал, что «Брукс еще никогда не был лучше, чем в этом фильме», а Доминик Корри сайта Flicks назвал актёрскую игру Брукса «уничтожающей». Мнение Эрина Фри с сайта FilmInk было таковым:

Из всех американских актёров пугливый и приятный парень Альберт Брукс, пожалуй, наименее вероятный кандидат в злодеи на все времена, но взять его на роль маккиавеливского жулика из Лос-Анджелеса Берни Роуза было блестящей идеей. Можно ожидать, что в грядущем сезоне наград, сочетающий невозмутимое спокойствие с ледяной злобой Брукс, отхватит номинацию на «Оскар».— Эрин Фри, 
За исполнение этой роли Брукс был удостоен всевозможных кинопремий, в том числе премии «Спутник»" и номинации на «Золотой глобус», однако на церемонии вручения актёр проиграл Кристоферу Пламмеру. Актёру прочили и вторую номинацию на главную кинопремию мира — «Оскар», но в шорт-лист актёр так и не попал.

### Личная жизнь
Альберт Брукс женат на Кимберли Шлэйн; у пары двое детей, Джейкоб Эли (род. 1998) и Клэр Элизабет (род. 2000); живёт в Лос-Анджелесе.

## Фильмография
| Год       |    | Русское название                       | Оригинальное название                  | Роль                                              |
| --------- | -- | -------------------------------------- | -------------------------------------- | ------------------------------------------------- |
| 1969      | с  | Жажда скорости                         | Hot Wheels                             | Кип Чоги                                          |
| 1970      | с  | Странная парочка                       | The Odd Couple                         | Руди                                              |
| 1971      | с  | Любовь по-американски                  | Love, American Style                   | Кристофер Ликок                                   |
| 1972      | с  | Новое шоу Дика Ван Дайка               | The New Dick Van Dyke Show             | доктор Норман                                     |
| 1976      | ф  | Таксист                                | Taxi Driver                            | Том                                               |
| 1979      | ф  | Настоящая жизнь                        | Real Life                              | камео; также режиссёр и автор сценария            |
| 1980      | ф  | Рядовой Бенджамин                      | Private Benjamin                       | Йейл Гудман                                       |
| 1981      | ф  | Современный роман                      | Modern Romance                         | Роберт Коул; также режиссёр и автор сценария      |
| 1983      | ф  | Сумеречная зона                        | Twilight Zone: The Movie               | Водитель                                          |
| 1983      | ф  | Язык нежности                          | Terms of Endearment                    | Редьярд Гринуэй; озвучивание                      |
| 1984      | ф  | Клянусь в неверности                   | Unfaithfully Yours                     | Норман Роббинс                                    |
| 1985      | ф  | Потерянные в Америке                   | Lost in America                        | Дэвид Ховард; также режиссёр и автор сценария     |
| 1987      | ф  | Телевизионные новости                  | Broadcast News                         | Аарон Альтман                                     |
| 1990—2011 | мс | Симпсоны                               | The Simpsons                           | озвучивание разных персонажей                     |
| 1991      | ф  | Защищая твою жизнь                     | Defending Your Life                    | Дэниэл Миллер; также режиссёр и автор сценария    |
| 1994      | ф  | Я согласен на всё                      | I'll Do Anything                       | Бёрк Адлер                                        |
| 1994      | ф  | Скаут                                  | The Scout                              | Эл Перколо                                        |
| 1996      | ф  | Мать                                   | Mother                                 | Джон Хендерсон; также режиссёр и соавтор сценария |
| 1997      | ф  | Интенсивная терапия                    | Critical Care                          | доктор Батц                                       |
| 1997      | ф  | Заложники                              | Bad Day on the Block                   | Стивен Уайлдер                                    |
| 1998      | ф  | Доктор Дулиттл                         | Dr. Dolittle                           | тигр Джейкоб; озвучивание                         |
| 1998      | ф  | Вне поля зрения                        | Out of Sight                           | Ричард Рипли                                      |
| 1999      | ф  | Муза                                   | The Muse                               | Стивен Филлипс; также режиссёр и автор сценария   |
| 2001      | ф  | Мой первый мужчина                     | My First Mister                        | Рэнделл Харрис                                    |
| 2003      | ф  | Свадебная вечеринка                    | The In-Laws                            | Джерри Пейсер                                     |
| 2003      | мф | В поисках Немо                         | Finding Nemo                           | Марлин; озвучивание                               |
| 2003      | ф  | Изучение Рифов                         | Exploring the Reef                     | Марлин; озвучивание                               |
| 2006      | ф  | В поисках комедии в мусульманском мире | Looking for Comedy in the Muslim World | камео; также режиссёр и автор сценария            |
| 2007      | мф | Симпсоны в кино                        | The Simpsons Movie                     | Расс Каргилл; озвучивание                         |
| 2008      | с  | Дурман                                 | Weeds                                  | Ленни Ботвин                                      |
| 2011      | ф  | Драйв                                  | Drive                                  | Берни Роуз                                        |
| 2012      | ф  | Любовь по-взрослому                    | This is Forty                          | Ларри                                             |
| 2015      | ф  | Самый жестокий год                     | A Most Violent Year                    | адвокат                                           |
| 2015      | ф  | Защитник                               | Concussion                             | д-р Кирил Вехт                                    |
| 2015      | мф | Маленький принц                        | Le Petit Prince                        | Бизнесмен; озвучивание                            |
| 2016      | мф | В поисках Дори                         | Finding Dory                           | Марлин; озвучивание                               |